# Дялу-Фрумос (Димбовіца)
Дялу-Фрумос (рум. Dealu Frumos) — село у повіті Димбовіца в Румунії. Входить до складу комуни П'єтрошица.
Село розташоване на відстані 99 км на північний захід від Бухареста, 29 км на північ від Тирговіште, 54 км на південь від Брашова.

## Населення
За даними перепису населення 2002 року у селі проживали 1055 осіб, усі — румуни. Усі жителі села рідною мовою назвали румунську.